# Epigrypera eriogona
Epigrypera eriogona là một loài bướm đêm trong họ Noctuidae.